# نیروگاه‌های بادی در اسپانیا

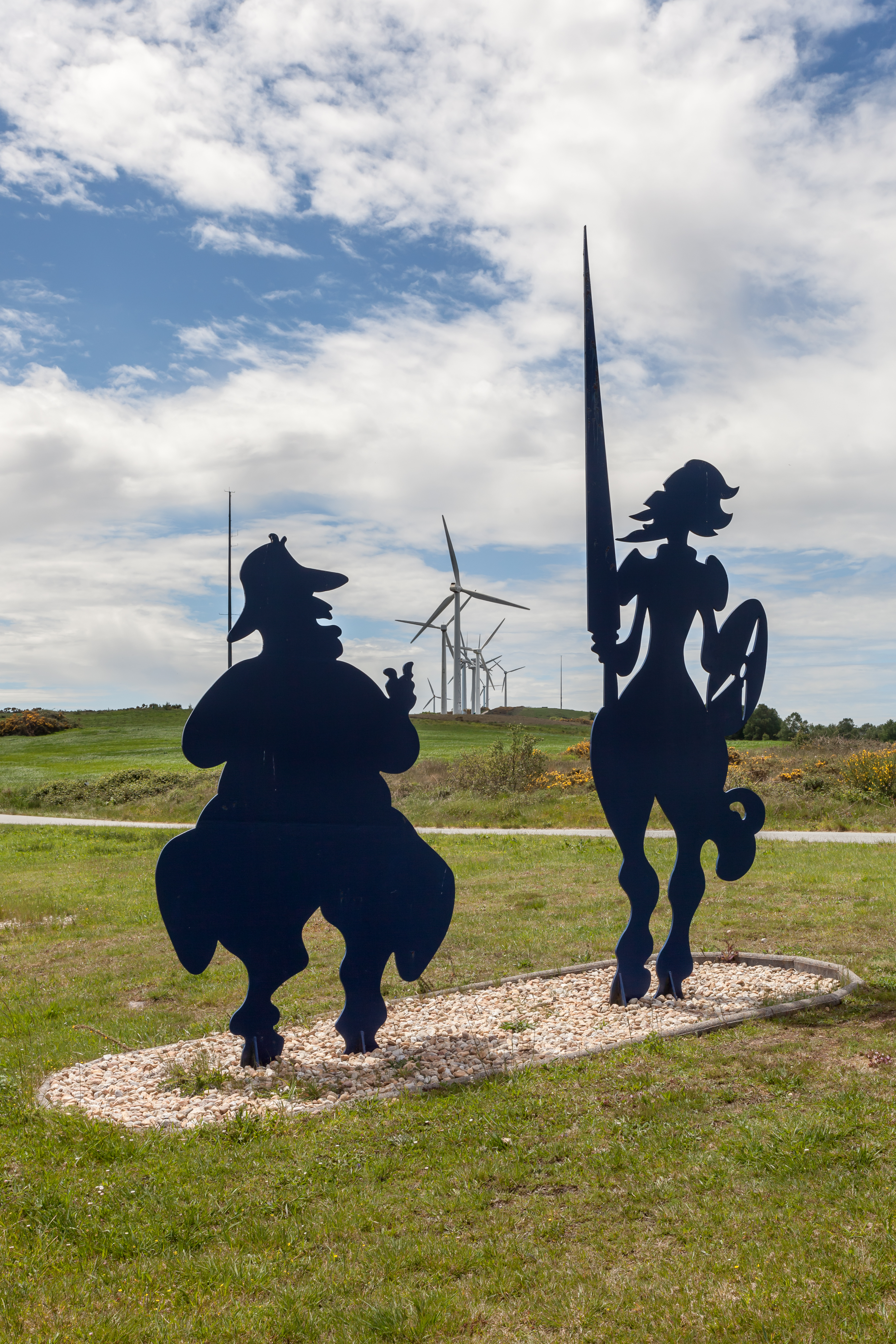
تصویر دون کیشوت، اسطوره ادبیات اسپانیولی، در کنار نیروگاه بادی در گالیسیا.

تا پایان سال ۲۰۱۵ اسپانیا در جهان پنجمین تولیدگر بزرگ انرژی بادی با ۲۳٬۰۳۱ مگاوات ظرفیت نصب شده (از جمله ۱۱ مگاوات بادی-آبی ظرفیت) و ارائه ۴۸٬۱۱۸ گیگاوات ساعت برق بود و ۱۹ درصد از کل تولید برق در آن سال اسپانیا به این شیوه بوده. در سال ۲۰۱۴ توان بادی یک رکورد شکست و تولید برق تجدید پذیر بادی به ۲۰٫۲ درصد از کل تولید برق در اسپانیا تبدیل شد و پس از انرژی هسته‌ای (۲۲٪) و جلوتر از زغال سنگ (۱۶٫۵٪) دومین نیروی قابل اتکا شد.

## جدول رشد تولید در سال‌های اخیر

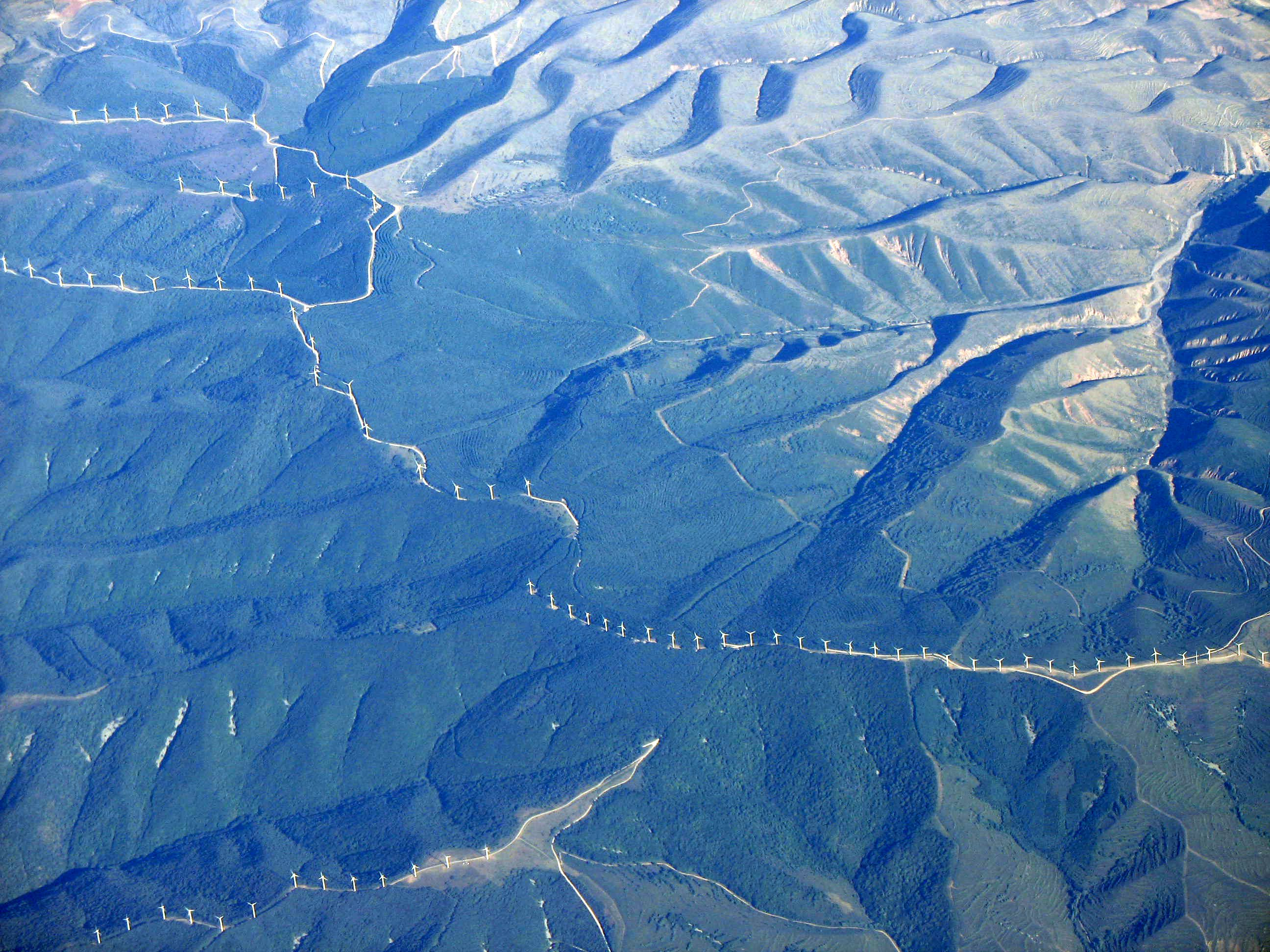
نمایی از یک نیروگاه بادی در اسپانیا

| | ۲۰۰۶    | ۲۰۰۷   | ۲۰۰۸   | ۲۰۰۹   | ۲۰۱۰   | ۲۰۱۱   | ۲۰۱۲   | ۲۰۱۳   | *۲۰۱۴   | *۲۰۱۵   | ۲۰۱۶   |
| --- | ------- | ------ | ------ | ------ | ------ | ------ | ------ | ------ | ------- | ------- | ------ |
| ظرفیت نصب شده (MW)                                                                                     | ۱۱٬۴۱۶  | ۱۳٬۶۶۴ | ۱۶٬۱۳۳ | ۱۸٬۸۶۰ | ۱۹٬۷۰۶ | ۲۱٬۱۶۶ | ۲۲٬۷۵۷ | ۲۳٬۰۰۳ | *۲۳٬۰۳۱ | *۲۳٬۰۳۱ | ۲۳٬۰۶۶ |
| مجموع انرژی تولید (GWh)                                                                                | نامعلوم | ۲۷٬۶۱۲ | ۳۲٬۱۶۰ | ۳۸٬۲۵۳ | ۴۳٬۵۴۵ | ۴۲٬۴۶۵ | ۴۸٬۵۰۸ | ۵۴٬۷۱۳ | ۵۱٬۰۳۲  | ۴۸٬۱۱۸  | ۴۷٬۶۹۵ |
| *Includes 11 MW of Wind-Hydro hybrid system and associated generation of 1 Gwh in 2014, 9 GWh in 2015. |         |        |        |        |        |        |        |        |         |         |        |